# Shenyang BA-5

Shenyang BA-5 foi um drone-alvo desenvolvido na República Popular da China, a partir de caças Mikoyan-Gurevich MiG-15bis retirados do uso tripulado no final de sua vida útil.
Equipamentos de orientação e controle foram instalados no cockpit no lugar do assento ejetável, com o BA-5 sendo usado para o treinamento de pilotos de caça e tripulações de mísseis terra-ar.

## Desenvolvimento
O desenvolvimento do BA-5 começou na década de 1960. Foi projetado pelo general Zhao Xu, também conhecido como o pai dos "UAVs chineses". É movido pelo motor WP-6, que foi copiado do motor russo Mikulin RD-9B, com algumas mudanças nos sistemas, o motivo disso foi que nessa época os engenheiros tiveram problemas para construir um ramjet adequado. Como o motor tinha muito empuxo, os controles de decolagem foram otimizados para o BA-5. O Wopen-6 foi desenvolvido principalmente para o Shenyang J-6 (um chinês MiG-19 Farmer). Até que o sistema de lançamento de foguetes estivesse disponível, o BA-5 precisava de assistência na decolagem.

## Características gerais
- Tripulação: 0
- Comprimento: 10,11 m
- Envergadura: 10,08 m
- Altura: 3,7 m
- Área da asa: 20,6 m2
- Aerofólio: TsAGI S-10 / TsAGI SR-3
- Peso vazio: 3.630 kg
- Peso bruto: 5.015 kg
- Peso máximo de decolagem: 6.105 kg
- Capacidade de combustível: 1.420 L
- Powerplant: 1 × Klimov VK-1 turbojato de fluxo centrífugo, 26,5 kN  de empuxo